# Austrobaeckea pygmaea
Austrobaeckea pygmaea là một loài thực vật có hoa trong Họ Đào kim nương. Loài này được R.Br. ex Benth. mô tả khoa học đầu tiên năm 1867.